# Olympische Sommerspiele 1984/Kanu – Zweier-Canadier 500 m (Männer)
Die Wettkämpfe im Zweier-Canadier über 500 Meter bei den Olympischen Sommerspielen 1984 wurden vom  6. bis 10. August auf dem Lake Casitas ausgetragen.
Es wurden zwei Vorläufe, ein Halbfinale und ein Finale ausgetragen.
Olympiasieger wurde das Boot aus Jugoslawien.

## Ergebnisse

### Vorläufe
Die jeweils ersten drei Boote qualifizierten sich direkt für das Finale, die restlichen Boote für das Halbfinale.

#### Vorlauf 1
| Rang | Athleten                      | Nation             | Zeit        |
| ---- | ----------------------------- | ------------------ | ----------- |
| 1    | Matija Ljubek Mirko Nišović   | Jugoslawien        | 1:49,08 min |
| 2    | Didier Hoyer Éric Renaud      | Frankreich         | 1:50,04 min |
| 3    | Enrique Míguez Narciso Suárez | Spanien            | 1:50,74 min |
| 4    | Wolfram Faust Ralf Wienand    | BR Deutschland     | 1:51,08 min |
| 5    | Bret Young Bruce Merritt      | Vereinigte Staaten | 1:53,50 min |

#### Vorlauf 2
| Rang | Athleten                       | Nation         | Zeit        |
| ---- | ------------------------------ | -------------- | ----------- |
| 1    | Ivan Patzaichin Toma Simionov  | Rumänien       | 1:47,18 min |
| 2    | Steve Botting Eric Smith       | Kanada         | 1:51,37 min |
| 3    | Eric Jamieson Andrew Train     | Großbritannien | 1;52,77 min |
| 4    | Shusei Fukuzato Hiroyuki Izumi | Japan          | 1:52,41 min |
| 5    | Arturo Ferrer Víctor Velasco   | Mexiko         | 1:57,80 min |
| 6    | Jang Yeong-cheol Yun Hui-chun  | Südkorea       | 2:25,20 min |

### Halbfinallauf
Die ersten drei Boote des Halbfinals erreichten das Finale.
| Rang | Athleten                       | Nation             | Zeit        |
| ---- | ------------------------------ | ------------------ | ----------- |
| 1    | Wolfram Faust Ralf Wienand     | BR Deutschland     | 1:50,20 min |
| 2    | Shusei Fukuzato Hiroyuki Izumi | Japan              | 1:51,37 min |
| 3    | Bret Young Bruce Merritt       | Vereinigte Staaten | 1:51,49 min |
| 4    | Arturo Ferrer Víctor Velasco   | Mexiko             | 1:53,19 min |
| 5    | Jang Yeong-cheol Yun Hui-chun  | Südkorea           | 2:20,23 min |

### Finale
| Rang | Athleten                       | Nation             | Zeit        |
| ---- | ------------------------------ | ------------------ | ----------- |
| 1    | Matija Ljubek Mirko Nišović    | Jugoslawien        | 1:43,67 min |
| 2    | Ivan Patzaichin Toma Simionov  | Rumänien           | 1:45,58 min |
| 3    | Enrique Míguez Narciso Suárez  | Spanien            | 1:47,71 min |
| 4    | Didier Hoyer Éric Renaud       | Frankreich         | 1:47,12 min |
| 5    | Steve Botting Eric Smith       | Kanada             | 1:48,81 min |
| 6    | Wolfram Faust Ralf Wienand     | BR Deutschland     | 1:48,97 min |
| 7    | Eric Jamieson Andrew Train     | Großbritannien     | 1:49,59 min |
| 8    | Shusei Fukuzato Hiroyuki Izumi | Japan              | 1:50,22 min |
| 9    | Bret Young Bruce Merritt       | Vereinigte Staaten | 1:50,55 min |

## Weblink
- Ergebnisse